# Kriwa Pałanka
Kriwa Pałanka (maced. Крива Паланка) – miasto w północno-wschodniej Macedonii Północnej, w dolinie Kriwej Reki między górami German na północy i Osogowska Płanina na południu, nad granicą z Bułgarią. Ośrodek administracyjny gminy Kriwa Pałanka. Liczba mieszkańców - 14 558 osób (94,5% Macedończyków) [2002].
W okolicach miasta dominuje rolnictwo. W pobliskiej miejscowości Toranica wydobywa się cynk i ołów. Miasto żyje jednak głównie z przygranicznego handlu. Przez Kriwą Pałankę przebiega główna droga łącząca stolice Macedonii i Bułgarii – Skopje i Sofię przez Kumanowo i Kjustendił (E871). Tuż na wschód od miasta leży drogowe przejście graniczne na przełęczy Dewe Bair. Istnieją także plany poprowadzenia tym szlakiem linii kolejowej, która obecnie od strony bułgarskiej sięga niemal samej granicy we wsi Gjueszewo, a od strony macedońskiej kończy się we wsi Beljakowce.
Pod miastem leży zabytkowy monaster św. Joachima Osogowskiego pochodzący z XII wieku.